# Andrzej Nikodemowicz
Andrzej Nikodemowicz (ur. 2 stycznia 1925 we Lwowie, zm. 28 stycznia 2017 w Lublinie) – polski kompozytor, pianista i pedagog.

## Życiorys

### Dzieciństwo
Urodził się w rodzinie o korzeniach polsko-ormiańsko-ukraińskich. Był najmłodszym synem Mariana Nikodemowicza (1890–1952) – znanego lwowskiego architekta, wykładowcy Politechniki Lwowskiej – oraz Heleny Nikodemowicz z domu Dołżańskiej. Miał dwóch starszych braci – Eugeniusza (późniejszego profesora medycyny w Krakowie) oraz Aleksandra (późniejszego inżyniera architekta). W 1938 przeprowadził się wraz z rodziną na ul. Andrzeja Potockiego 76 (obecnie ul. gen. Czuprynki) do nowej trzypiętrowej kamienicy, którą zaprojektował w stylu funkcjonalizmu i wybudował jego ojciec. W wywiadach dobrze wspominał lata dziecięce, mówił: Miałem szczęśliwe dzieciństwo – w domu panowała bardzo dobra atmosfera, którą tworzyli ojciec i mama; zajmowała się ona tylko domem i wychowaniem trzech synów. W wieku siedmiu lat rozpoczął prywatnie edukację muzyczną – naukę gry na fortepianie u pianistki Nadii Biłeńkiej-Ławrowskiej, a później u pianisty Romana Sawickiego.

### Lata II wojny światowej i okres powojenny
W latach 1939–1940 był organistą w kościele Matki Boskiej Gromnicznej, ponieważ ówczesny organista zmienił pracę w związku z okupacją radziecką. Grał tam na fisharmonii, ponieważ w kościele nie było organów. Po wkroczeniu w 1941 do Lwowa wojsk niemieckich, zmuszono go wraz z rodziną do opuszczenia domu, ponieważ cały rejon ulic Potockiego i Czwartaków został przejęty przez Gestapo. W czasie okupacji niemieckiej był karmicielem wszy w Instytucie Badań nad Tyfusem Plamistym i Wirusami prof. Rudolfa Weigla – dokument o zatrudnieniu w instytucie chronił przed pracą przymusową w Niemczech. Uczył się przez rok w szkole rzemieślniczej w zawodzie ślusarza, następnie przez dwa lata w szkole chemicznej. Po ponownym wkroczeniu wojsk radzieckich w roku 1944, rozpoczął studia chemiczne na Politechnice Lwowskiej oraz studia muzyczne w lwowskim konserwatorium muzycznym na Fakultecie Kompozytorskim, mimo że podwójne studia były oficjalnie nielegalne i można było studiować tylko jeden kierunek. Studia chemiczne przerwał po dwóch latach, aby skoncentrować się na muzyce. W latach 1947–1950 (w wywiadzie Andrzej Nikodemowicz mówi o latach 1944–1962) był organistą w kościele św. Marii Magdaleny we Lwowie.
Po wojnie w 1948 władze komunistyczne pozwoliły rodzinie Nikodemowiczów powrócić do kamienicy przy ul. Potockiego (wtedy przy ul. Puszkina), ponieważ uznały, że budynek został zbudowany za pieniądze z pracy własnych rąk, a nie z wyzysku burżuazyjnego. W tym samym roku podjął równolegle studia pianistyczne pod kierunkiem Tadeusza Majerskiego. Na ostatnim roku studiów kompozytorskich cierpiał na chorobę ucha wewnętrznego. W aptece, w której kupował lekarstwa, poznał pracującą tam Kazimierę z domu Grabowską, swoją późniejszą żonę. Ukończył kompozycję u Adama Sołtysa w 1950, zaś grę na fortepianie w 1954. W latach 1951–1973 pracował w konserwatorium lwowskim, najpierw jako kierownik gabinetu historii muzyki, zaś w 1956 rozpoczął prowadzenie zajęć w zakresie kompozycji, teorii muzyki i gry na fortepianie. W 1951 wziął ślub z Kazimierą, z ich związku urodzili się Małgorzata, a następnie Jan. W 1952 na skutek wylewu zmarł jego ojciec, Marian Nikodemowicz, zaś w 1959 matka, Helena. Wkrótce po jej śmierci kamienica Nikodemowiczów została znacjonalizowana, jednak pozostawiono właścicielom jedno mieszkanie. Kompozytor wspominał w wywiadzie, że mieszkałem w niej na pierwszym piętrze, jako lokator płacący państwu sowieckiemu czynsz za najem lokalu. W poprzednich latach z różnych powodów wyjechali do Polski obaj bracia Nikodemowicza, on sam pytany, dlaczego nie zdecydował się po śmierci rodziców, podążyć za braćmi powiedział: Nie wierzyliśmy, że ta druga okupacja sowiecka zostanie na dłuższe lata. Wciąż była nadzieja, że Lwów wróci do Polski.

### Praca po wojnie i usunięcie z uczelni
Jego wczesne utwory wykazują cechy neoromantyczne oraz wpływy Aleksandra Skriabina i Karola Szymanowskiego. Dzięki odwilży, która nastąpiła po śmierci Józefa Stalina w 1953, mógł zaistnieć Międzynarodowy Festiwal Muzyki Współczesnej Warszawska Jesień, w którego pierwszej edycji w 1956 uczestniczył także Nikodemowicz. Festiwal był dla niego okazją do czerpania inspiracji dla utworów korzystających z nowych kierunków w muzyce. Od kompozycji Sześciu małych etiud na fortepian w 1958 rozpoczął okres zainteresowania nowościami w muzyce m.in. dodekafonią i sonoryzmem. W kolejnych latach, skupiając się na zjawiskach brzmieniowych, stworzył cykl czterech utworów Composizione sonoristica: na skrzypce Sonorita per violino solo w 1966, fortepian Sonorita per piano forte w 1966, wiolonczelę Sonorita per violoncello solo w 1970 oraz kompozycję łączącą te trzy instrumenty Sonorita quasi una sonata per violino, violoncello e pianoforte w 1971. Stosował w nich wymyślone przez siebie oznaczenia sonorystyczne, które są tożsame z walorami brzmieniowymi każdego z instrumentów. Jednak mimo odwilży nowe techniki nie były przychylnie przyjmowane przez cenzurę. Wspominał, że Bolało, że wszystkie nowocześniejsze kompozycje poddawano surowej krytyce jako antypolityczne… Miałem inklinacje do nowoczesnych wpływów. Na liczącym się w ZSRR Wszechzwiązkowym Konkursie Kompozytorskim w Moskwie otrzymał w 1961 III nagrodę za poemat na skrzypce i fortepian. W latach 1969–1968 współpracował jako kompozytor i pianista z Polskim Teatrem Ludowym we Lwowie i reżyserem Zbigniewem Chrzanowskim. W 1973 został usunięty z pracy przez władze komunistyczne za przekonania religijne, skasowano również we lwowskim radiu wszystkie jego nagrania, a sam kompozytor do 1980 utrzymywał się z prywatnych lekcji gry na fortepianie. Mówił, że Nie był to dla mnie moralny cios. Wprost przeciwnie. Miałem tę satysfakcję, że nie dałem się złamać i potrafiłem pozostać przy swoich przekonaniach. Wśród jego uczniów znajdowali się m.in. Alim Chakimowicz Batrszyn, Roman Korotin, Josyf Tadler, Alfred Schreyer czy pracujący we lwowskiej Akademii Muzycznej Jurij Łani.

### Lublin

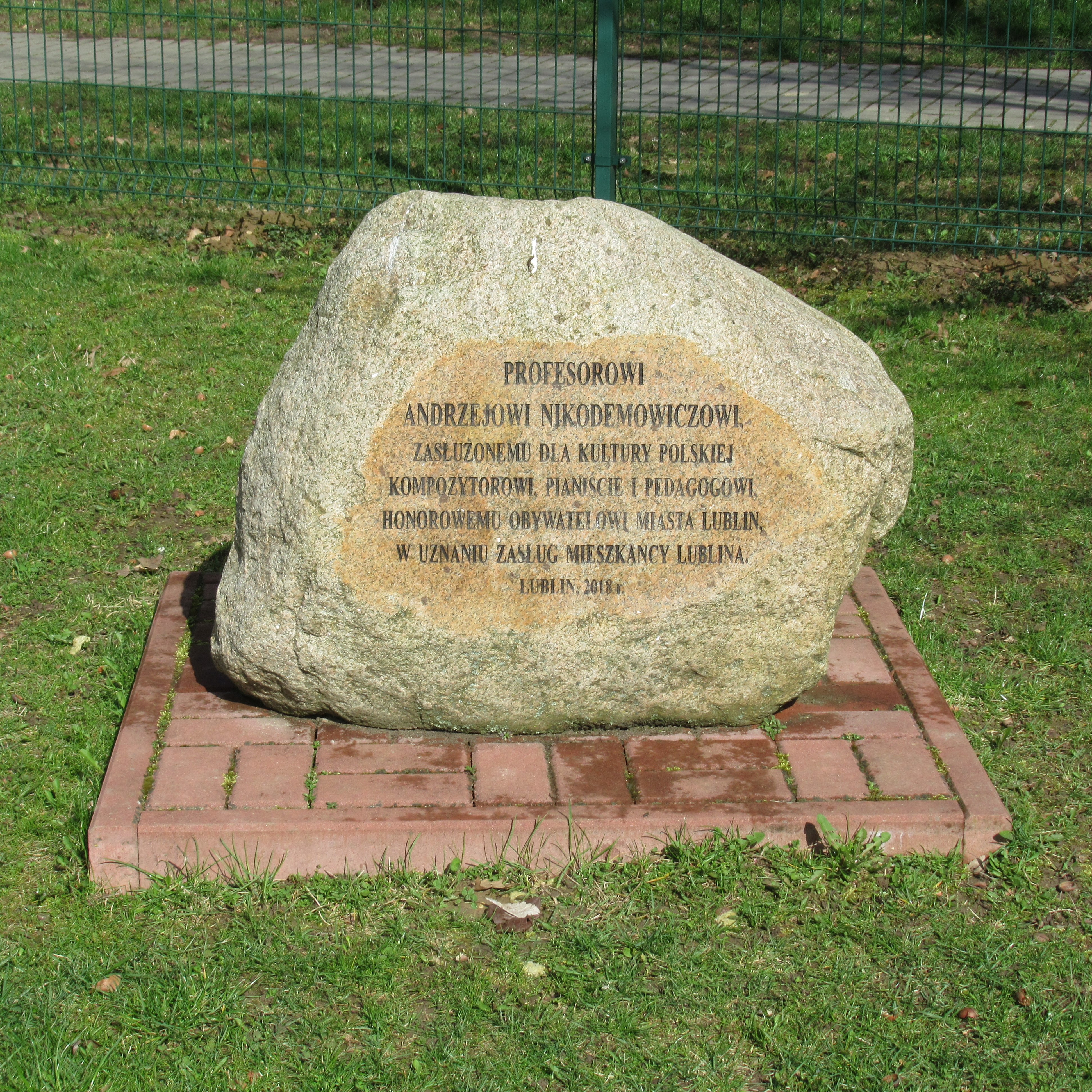
Kamień pamiątkowy przy Szkole Podstawowej nr 16 na lubelskim osiedlu Czechów Północny

W 1980 opuścił Lwów i zamieszkał w Lublinie. Został wykładowcą na Uniwersytecie im. Marii Curie-Skłodowskiej i na Katolickim Uniwersytecie Lubelskim. W latach 1980–1984 pracował jako nauczyciel w Państwowej Szkole Muzycznej im. Karola Lipińskiego, a w latach 1982–1992 był dyrygentem chóru w Wyższym Seminarium Duchownym. Karierę pianistyczną uniemożliwiła mu choroba ręki. Od 1989 był prezesem Lubelskiego Oddziału Związku Kompozytorów Polskich, a także prezesem honorowym Fundacji Muzyka Kresów. W 1992 otrzymał tytuł profesora nadzwyczajnego, a 6 lipca 1995 tytuł profesora zwyczajnego w dziedzinie sztuki muzyczne. W 2003 roku Jan Paweł II nadał mu odznaczenie Pro Ecclesia et Pontifice. W tym samym roku został uhonorowany tytułem „Profesora honoris causa” Akademii Muzycznej we Lwowie. Otrzymał order za intelektualną odwagę przyznawany przez ukraińskie czasopismo kulturalne Ï i Srebrny Medal „Zasłużony Kulturze Gloria Artis”. 15 października 2009 uchwałą Rady Miasta Lublin otrzymał tytuł Honorowego Obywatela Miasta Lublina. Zmarł 28 stycznia 2017 w Lublinie. Uroczystości pogrzebowe odbyły się w archikatedrze lubelskiej 1 lutego 2017. Pochowano go na lubelskim cmentarzu przy ul. Lipowej.
Jego kompozycje były objęte zakazem wykonywania w ZSRR.
Zajmował się również korzenioplastyką sakralną.
Od 2012 roku w Lublinie odbywa się międzynarodowy festiwal Andrzej Nikodemowicz – czas i dźwięk, którego pomysłodawczynią i twórcą jest Teresa Księska–Falger. W 2024 roku podjęto uchwałę o ustanowieniu roku 2025 w Lublinie jako Rok Andrzeja Nikodemowicza. Jest to związane z setną rocznicą jego urodzin.

## Twórczość
Skomponował szereg utworów na fortepian i orkiestrę, a także utworów chóralnych. Dużą część jego twórczości zajmuje muzyka religijna – kantaty (np. Słysz, Boże, wołanie moje, Planctus Christi morientis, Płacz u grobu Chrystusa Pana i Rozmowa duszy z Matką Bolesną), oratoria (np. Via Crucis), suity czy psalmy. Pisał o sobie Patrząc z perspektywy lat, robię dziś ciekawe dla siebie spostrzeżenie, iż cała moja twórczość religijna jest w jakiejś mierze odzwierciedleniem mojej drogi pogłębienia wiary.

## Nagrody, odznaczenia, wyróżnienia
- III nagroda Wszechzwiązkowego Konkursu Kompozytorskiego w Moskwie (1961)
- nagroda im. św. brata Alberta za całokształt twórczości (1981)
- nagroda Prezydenta miasta Lublina (1999)
- nagroda Związku Kompozytorów Polskich (2000)
- nagroda Ministra Kultury i Dziedzictwa Narodowego (2000)
- medal Pro Ecclesia et Pontifice (2003)[1]
- srebrny Medal „Zasłużony Kulturze Gloria Artis” (2012)[17]
- honorowe obywatelstwo Lublina (2009)[18]
- tytuł doktora honoris causa Akademii Muzycznej we Lwowie (2003)

## Publikacje
- Ewa Nidecka Muzyka sakralna w twórczości Andrzeja Nikodemowicza, Rzeszów 2010, ISBN 978-83-7338-601-3.
- Kolędy i pastorałki Lubelszczyzny na chór mieszany a cappella, Wydawnictwo Muzyczne Polihymnia, Lublin 2009, ISMN 9790801528025